# Cratere Letronne

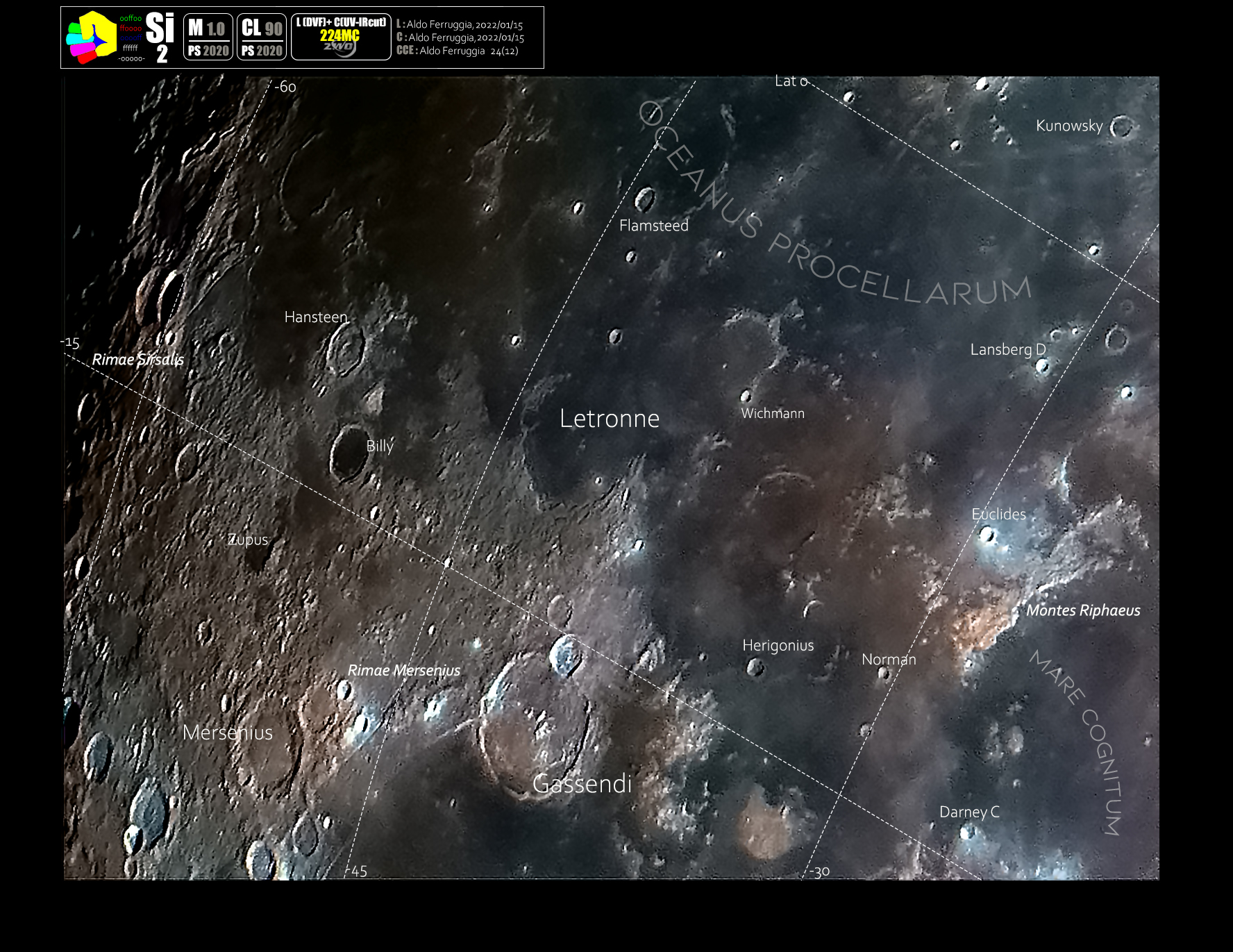
Il cratere(al centro) in un'Immagine Selenocrocatica (Si)

Letronne è un grande cratere lunare di 117,59 km situato nella parte sud-occidentale della faccia visibile della Luna.
Il cratere è dedicato all'archeologo francese Antoine Jean Letronne.

## Crateri correlati
Alcuni crateri minori situati in prossimità di Letronne sono convenzionalmente identificati, sulle mappe lunari, attraverso una lettera associata al nome.
| Letronne | Coordinate            | Diametro (in km) |
| -------- | --------------------- | ---------------- |
| A        | 12°09′S 39°06′W       | 7,11             |
| B        | 11°16′12″S 41°18′00″W | 5,5              |
| C        | 10°42′36″S 38°29′24″W | 3,44             |
| F        | 9°13′48″S 46°07′48″W  | 7,45             |
| G        | 12°41′24″S 46°38′24″W | 10,08            |
| H        | 12°40′12″S 46°10′12″W | 4,19             |
| K        | 14°22′12″S 43°41′24″W | 7,39             |
| L        | 14°19′12″S 44°17′24″W | 4,17             |
| M        | 11°57′36″S 44°14′24″W | 3,91             |
| N        | 12°19′48″S 39°49′48″W | 3,46             |
| T        | 12°28′48″S 42°46′12″W | 3,77             |